# Lunetta Savino
Lunetta Savino, née à Bari, 2 novembre 1957 est une actrice italienne.

## Biographie
Lunetta Savino est née à Bari, dans la région italienne des Pouilles. À l'âge de 17 ans elle commence sa carrière comme actrice de théâtre. À 24 ans elle obtient un grand succès en Italie avec la représentation de Macbeth.
Sa carrière cinématographique et télévisuelle commence avec de petits rôles, mais bientôt elle devient très connue dans toute l'Europe avec le rôle de coprotagoniste dans la fiction Un medico in famiglia avec Lino Banfi dans lequel elle interprète Cettina. Sa carrière se développe au théâtre et au cinéma.

## Carrière

### Théâtre
Sa carrière théâtrale commence en 1981 avec Macbeth et continue jusqu'à aujourd'hui (2009).
- Il mercante di Venezia, en 1984,
- Le sorelle Materassi (inspiré par Aldo Palazzeschi), en 1988,
- Medea en 1994.

En 1995, au Teatro dell'Orologio à Rome Prova orale per membri esterni, mise en scène de Claudio Grimaldi : ce spectacle se jouera dans plusieurs villes d'Italie.
En 2007 Casa di bambola - L'altra Nora inspiré par Henrik Ibsen, dirigé par Leo Muscato : le spectacle sera joué dans 150 théâtres italiens.

### Cinéma
En 1982 début au cinéma avec Grog par Felice Laudadio.
Parmi ses rôles : Mi manda Picone de Nanni Loy 1983, Cucciolo (1998), Matrimoni (1998), Liberate i pesci! (1999), Se fossi in te (2001), Viva la scimmia (2002), Amore con la S maiuscola en 2002, Mai Più Come Prima (2005), Saturno contro et Le Premier qui l'a dit par Ferzan Ozpetek (2007).

### Télévision
- Rôle de Cettina Gargiulo dans Un medico in famiglia (Un médecin dans la famille)
- Rôle de Lucia Frisone dans Il figlio della luna (Le fils de la lune)
- Rôle de Agnese Borsi dans Il bello delle donne (Le beau des femmes)
- Rôle de Angela Latella dans Il coraggio di Angela (Le courage d'Angela)
- Rôle de Elena Ferrucci dans Raccontami (Raconte-moi)

## Filmographie

### Cinéma
- 1982 : Grog de Francesco Laudadio
- 1983 : Juke Box d'auteurs divers
- 1983 : Mi manda Picone de Nanni Loy
- 1985 : Chi mi aiuta? de Valerio Zecca
- 1996 : Terra di mezzo de Matteo Garrone
- 1998 : Matrimoni de Cristina Comencini
- 1998 : Cucciolo de Neri Parenti
- 2000 : Liberate i pesci de Cristina Comencini
- 2001 : Se fossi in te de Giulio Manfredonia
- 2002 : W la scimmia de Marco Colli
- 2002 : Amore con la S maiuscola de Paolo Costella
- 2005 : Mai più come prima de Giacomo Campiotti
- 2006 : Saturno contro de Ferzan Ozpetek
- 2009 : Oggi sposi de Luca Lucini
- 2010 : Le Premier qui l'a dit de Ferzan Ozpetek
- 2011 : Bar Sport de Massimo Martelli
- 2012 : Tutto tutto niente niente de Giulio Manfredonia

### Télévision
- 1981 : Storie di Mozziconi, N. Fabbri
- 1984 : Aeroporto internazionale, P. Poeti
- 1986 : Farsa, avec Franco Franchi et Ciccio Ingrassia
- 1991-1992 : Mi manda Lubrano,  G. Cammarota
- 1996 : Gelato al limone, M. Salvi
- 1998-1999 : Un medico in famiglia (1re saison),  A. Di Francisca - R. Donna
- 1999-2000 : Inviati speciali F. Laudadio.
- 2000 : Un medico in famiglia (2e saison),  R. Donna et T. Aristarco
- 2001 : Il bello delle donne (1re saison),  M. Ponzi, G. Soldati et L. Parisi
- 2002 : Il bello delle donne (2e saison),  M. Ponzi, G. Soldati, L. Parisi et G. dalla Pietra
- 2003 : Un medico in famiglia (3e saison)
- 2001 : Un medico in famiglia (4e saison)
- 2006-2007 : Raccontami,  Tiziana Aristarco et Riccardo Donna
- 2006 : Il figlio della Luna,  Gianfranco Albano
- 2007 : Il coraggio di Angela, Luciano Manuzzi
- 2007 : Un medico in famiglia (5e saison)
- 2008 : Raccontami Capitolo II, Tiziana Aristarco et Riccardo Donna
- 2008 : Due mamme di troppo,  Antonello Grimaldi
- 2009 : Un medico in famiglia (6e saison)
- 2011 : L'amore non basta (quasi mai...)